# Діебугу
Діебугу (фр. Diébougou) - місто і міська комуна в Буркіна-Фасо, адміністративний центр провінції Бугуріба.

## Географія
Місто знаходиться в південно-західній частині країни, за 136 км на південний схід від Бобо-Діуласо, за 74 км на північ від Гава і 133 км на захід від Лео. Висота Діебугу над рівнем моря становить 291 м . Комуна включає в себе 7 міських секторів та 23 села. Через місто проходить дорога, яка веде в Гану. Є центром католицької єпархії Діебугу.

## Населення
За даними на 2013 рік чисельність населення міста становила 22037 осіб . Населення міської комуни за даними перепису 2006 року становить 41 348 осіб .
Динаміка чисельності населення міста по роках:
| 1996  | 2005  | 2006  | 2013  |
| ----- | ----- | ----- | ----- |
| 11637 | 14680 | 17226 | 22037 |

## Міста-побратими
- Флуарак, Жиронда, Франція